# 大果假瘤蕨
大果假瘤蕨（学名：Phymatopteris griffithiana）为水龙骨科假瘤蕨属下的一个种。

## 扩展阅读
維基物種上的相關：大果假瘤蕨